# Vepris schliebenii
Vepris schliebenii är en vinruteväxtart som beskrevs av Gottfried Wilhelm Johannes Mildbraed. Vepris schliebenii ingår i släktet Vepris och familjen vinruteväxter. Inga underarter finns listade i Catalogue of Life.